# One Nite Alone...
One Nite Alone... -en español: Una noche a solas- es el vigesimocuarto álbum de estudio del músico estadounidense Prince, lanzado el 14 de mayo de 2002 por NPG Records. Consiste en Prince cantando acompañado de un piano, haciendo uso muy ocasional de otros instrumentos. Contiene una versión de la canción "A Case of You" de Joni Mitchell, retitulada "A Case of U".

## Lista de canciones
Todas las canciones escritas por Prince, excepto la #4, compuesta por Joni Mitchell.
1. "One Nite Alone..." – 3:37
2. "U're Gonna C Me" – 5:16
3. "Here on Earth" – 3:23
4. "A Case of U" – 3:39
5. "Have a Heart" – 2:04
6. "Objects in the Mirror" – 3:27
7. "Avalanche" – 4:24
8. "Pearls B4 the Swine" – 3:01
9. "Young and Beautiful" – 2:44
10. "Arboretum" (instrumental) – 3:26

## Créditos
- Prince: voz, instrumentos[2]
- John Blackwell: batería en las canciones 3 y 4